# Jiří Mikulecký
Jiří Mikulecký (16. září 1918 Sloupnice – 11. ledna 2007 Bath) byl český pilot Royal Air Force v období druhé světové války.

## Život

### Před druhou světovou válkou
Jiří Mikulecký se narodil 16. září 1918 ve Sloupnici u Litomyšle. Do školy začal chodit v rodné vsi, ale po prvním roce se rodina přestěhovala do Žamberku a po dalších dvou letech do Litomyšle a následně opět do rodné Sloupnice. S létáním se seznámil díky Masarykově letecké lize, v roce 1936 složil plachtařskou zkoušku. Vstoupil do armádního letectva a absolvoval školu pro důstojníky letectva v záloze v Prostějově a byl zařazen mezi letecké pozorovatele. Přihlásil se do letecké akademie, tu ovšem díky hektickým událostem roku 1938 nestihl vystudovat. V době všeobecné mobilizace byl začleněn do polní letky 12 ve Spišské Nové Vsi.

### Druhá světová válka
Po německé okupaci v březnu 1939 vpadla maďarská armáda na Podkarpatskou Rus a část jednotek bývalé Československé armády byla nucena ustoupit do Rumunska. Jiří Mikulecký společně s pilotem Václavem Pálkou tvořili posádku jediného stroje Letov Š-328 kryjícího tento ústup. Po skončení mise rovněž přistáli v Rumunsku, Jiří Mikulecký se poté přes Jugoslávii a Německem anektované Rakousko vrátil na území Protektorátu Čechy a Morava. Dne 25. srpna 1939 jej společně s dalšími (mj. Josefem Sedláčkem) opět ilegálně opustil a v Krakově se přihlásil do zde vznikající československé zahraniční jednotky. Byl zařazen do polského letectva a působil na základně Dęblin. Po pádu Polska se společně se čtyřmi dalšími Čechoslováky pokusil opět dostat do Rumunska, skupina ale byla dopadena a uvězněna sovětskými orgány. Jiří Mikulecký byl jediným ze skupiny, který výslechy a věznění ze strany NKVD, od ostatních byl postupně oddělován a oni beze stopy zmizeli v sovětských gulazích. Vystřídal čtrnáct věznic a pouze ústně se dozvěděl, že byl odsouzen k pěti letům vězení za pokus o nepovolený přechod hranice Sovětského svazu. Po osmnácti měsících věznění mu bylo umožněno přiřadit se ke vznikající československé zahraniční jednotce v Suzdalu, kam dorazil 19. dubna 1941. Po dalších čtyřech měsících byl společně s dalšími odvelen k Moskvě a zařazen do výcviku speciální letecké skupiny NKVD. K nasazení jednotky ale nedošlo a byl vyjednán transport letců do Spojeného království. Dne 27. dubna 1942 odplul z Murmansku na palubě křižníku Edinburgh, který byl 30. dubna torpédován a Jiří Mikulecký se po záchraně z vln vrátil na palubě minolovky Gossamer do Murmansku. Druhé nalodění proběhlo 4. května na křižník Trinidad. Dne 14. května 1942 byl konvoj, jehož součástí Trinidad byl, napaden německým letectvem a druhý den potopen, Jiří Mikulecký byl opět zachráněn a doplul do Spojeného království. Po vstupu do Royal Air Force a potřebném výcviku byl v červenci 1944 zařazen do 312. československé stíhací perutě. Dne 21. října 1944 byl během doprovodu bombardérů sestřelen německou protileteckou obranou a nouzově přistál v zemi nikoho. Podařilo se mu dostat ke svým a vrátit se do Spojeného království.

### Po druhé světové válce
Po skončení druhé světové války pokračoval v armádní službě v Českých Budějovicích. Po komunistickém převratu v roce 1948 byl z armádního letectva propuštěn, načež opět opustil republiku jako jeden z organizátorů největšího úletu československých letců. Pod jménem George John Desmond opět vstoupil do Royal Air Force a stal se pilotem proudových strojů. Zúčastnil se bojů v Malajsii, po zranění nad Singapurem byl nucen ukončit operační činnost. Zemřel 11. ledna 2007 v anglickém Bathu.

## Upomínky

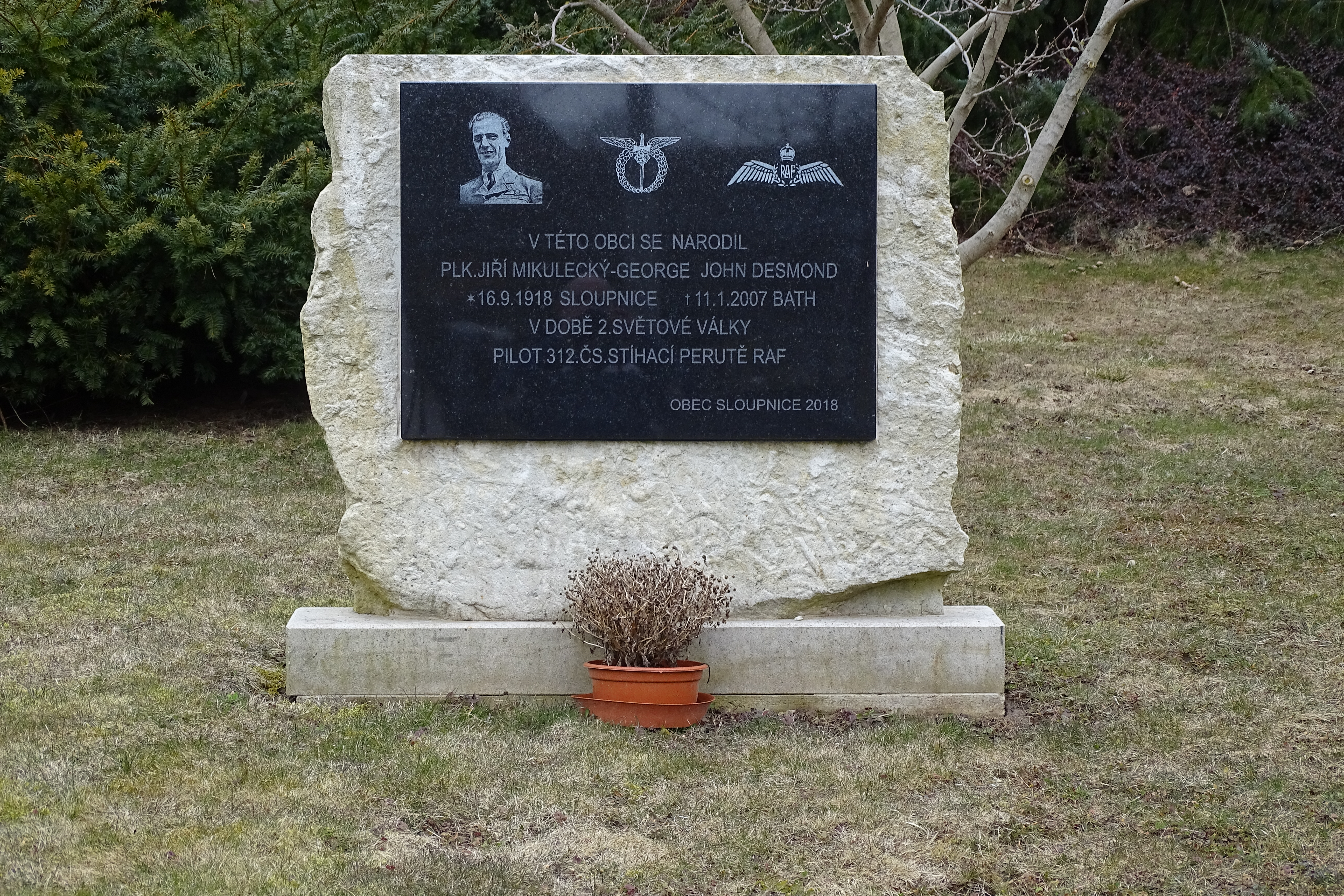
Pomník Jiřímu Mikuleckému ve Sloupnici

- V rodné Sloupnici byl Jiřímu Mikuleckému v roce 2018 odhalen pomník[1]